# Bathystyeloides anfractus
Bathystyeloides anfractus är en sjöpungsart som beskrevs av Monniot 1985. Bathystyeloides anfractus ingår i släktet Bathystyeloides och familjen Styelidae.
Artens utbredningsområde är Indiska oceanen. Inga underarter finns listade.